# Cercis glabra
Cercis glabra är en ärtväxtart som beskrevs av Renato Pampanini. Cercis glabra ingår i släktet Cercis och familjen ärtväxter. Inga underarter finns listade i Catalogue of Life.

## Bildgalleri

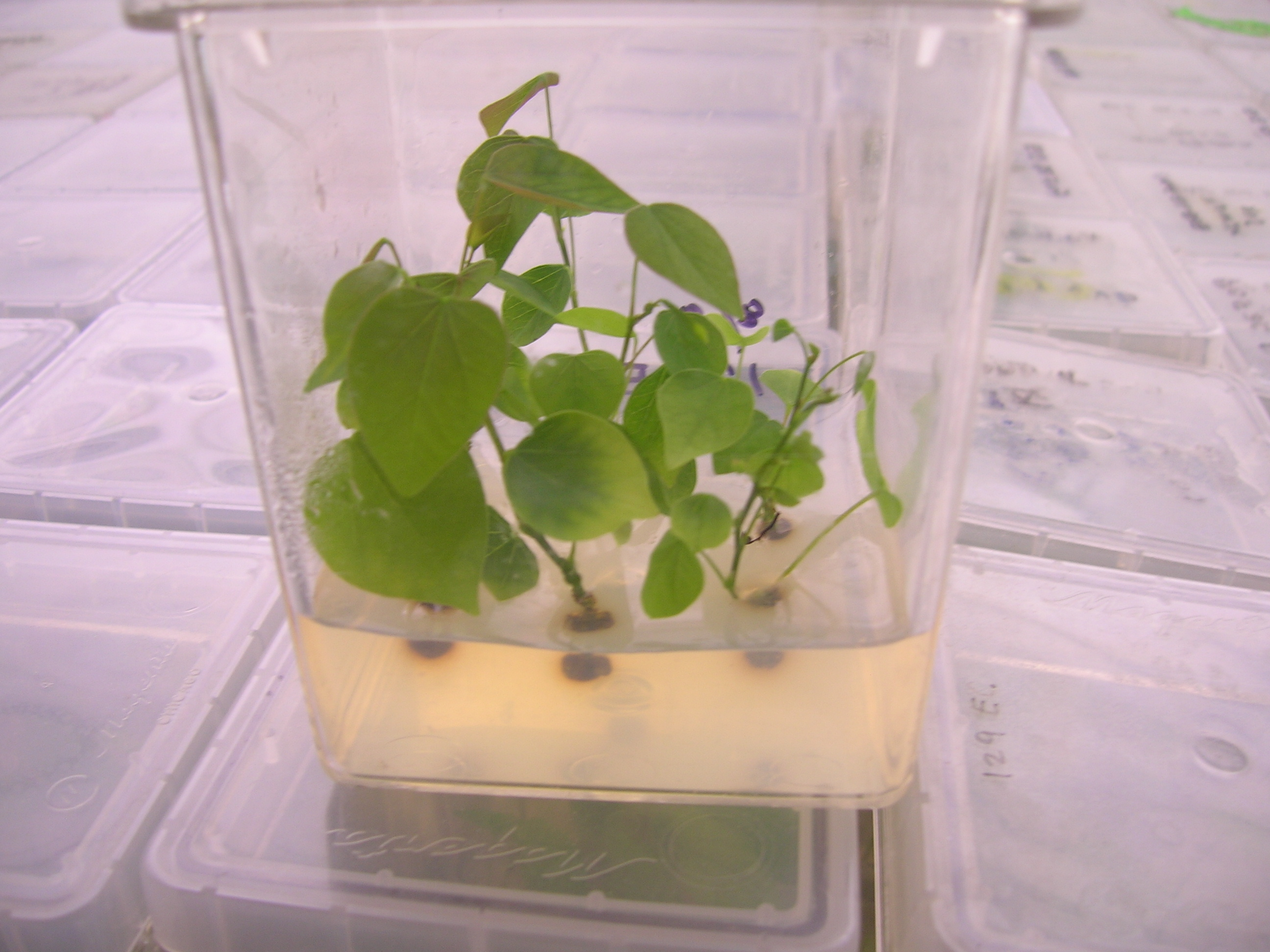
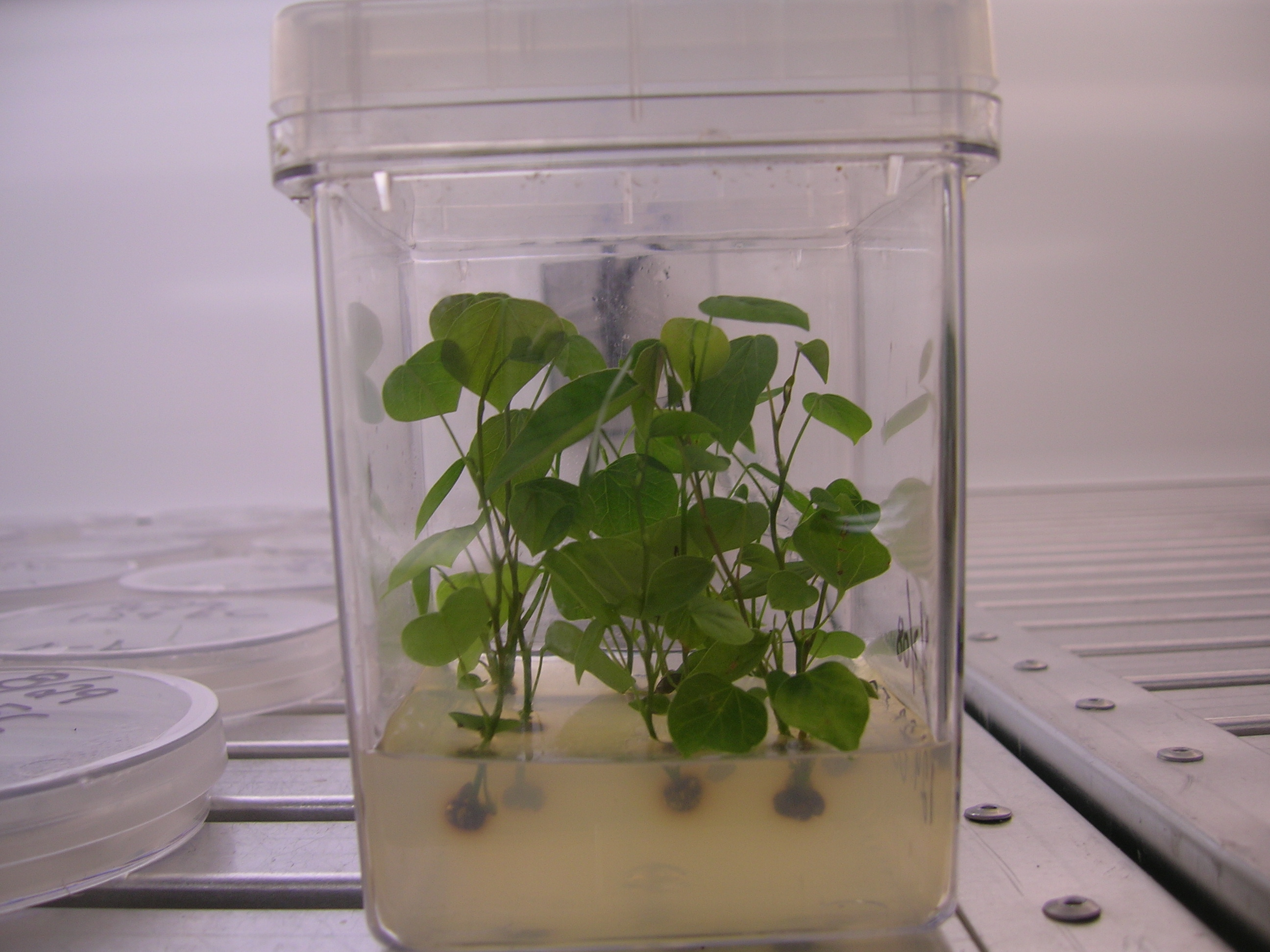